# Neosilba major
Neosilba major är en tvåvingeart som först beskrevs av Malloch 1920.  Neosilba major ingår i släktet Neosilba och familjen stjärtflugor. Inga underarter finns listade i Catalogue of Life.